# Міжнародні авіалінії України
Міжнародні авіалінії України (англ. Ukraine International Airlines) — флагманська авіакомпанія і найбільший авіаперевізник України. Головний офіс компанії знаходиться в Києві, хаб — у міжнародному аеропорту «Бориспіль». Компанія здійснює пасажирські й вантажні авіаперевезення за основними напрямками Україна — Європа, США, Близький Схід, країни Азії. Припинила своє існування в 2023 році.

## Історія
Авіакомпанія «Міжнародні авіалінії України» (скорочено — МАУ) була створена 1 жовтня 1992 року, як відокремлений підрозділ державної авіакомпанії «Авіалінії України». Англійською мовою назва материнської авіакомпанії звучала як «Air Ukraine»; відповідно, дочірня компанія отримала ім'я «Air Ukraine International». Саме з перших літер цієї назви AUI і утворено реєстраційний код МАУ в ICAO. Базовим аеропортом став і залишається до цього часу ― міжнародний аеропорт Бориспіль.
Засновниками МАУ були Асоціація цивільної авіації України та найбільша ірландська лізингова компанія Guinness Peat Aviation (GPA). Керівником нової авіакомпанії став Валерій Назаренко. Цікавий факт; серед засновників GPA у 1975 році був Тоні Раян, на той час топ-менеджер авіакомпанії Aer Lingus, що пізніше став співзасновником лоукостера Ryanair, який отримав назву від прізвища Раяна.

#### 1990-ті
2 листопада 1992 року МАУ отримала в лізинг від GPA свій перший літак — Boeing 737—400 на 170 крісел під реєстраційним номером UR-GAA. 13 листопада того ж року флот МАУ поповнився ще одним Boeing 737—400 з номером UR-GAB. Обидва літаки були новими і надійшли з фабрики Boeing (Рентон).
Перший рейс виконаний по маршруту Київ — Лондон — Київ 25 листопада 1992 року. Саме ця дата вважається днем народження авіакомпанії МАУ. З самого початку «Міжнародні авіалінії України» здійснювали свої рейси на літаках сімейства Boeing 737, ставши, таким чином, першим на пост-радянському просторі експлуатантом авіалайнерів цього типу. Наступними після Лондона пунктами призначення стали Франкфурт та Париж. У березні 1993 року маршрутна мережа МАУ охоплювала також Амстердам, Берлін, Брюссель, Мілан, Мюнхен і Відень. Також у 1993 році МАУ очолив новий директор — Віталій Потемський.
В умовах складної економічної ситуації в Україні наприкінці 1994-го — на початку 1995 року МАУ відмовилася від 737—400, взявши в лізинг у GPA дешевші й старіші Boeing 737—200, що отримали реєстраційні номери UR-GAC та UR-GAD. У квітні 1995 року у флоті з'явився також Boeing 737—300 під номером UR-GAE. Цікаво, що UR-GAA і UR-GAB досі працюють у флоті іспанської авіакомпанії Swiftair, але їх конвертували у вантажні літаки.
У 1994 році з фюзеляжів літаків прибрали приставку «Air» і назва англійською змінилася на «Ukraine International». З середини 1990-х за авіакомпанією остаточно закріпилася сучасна назва ― Ukraine International Airlines (Міжнародні авіалінії України), а на літаках досі пишуть Ukraine International. У 1997 році змінився також логотип на хвості. Замість стилізованого тризуба-сокола, що нагадував державний герб України і підкреслював спорідненість з авіакомпанією «Авіалінії України» (Air Ukraine), у хвостовому кільці з'явилося стилізоване зображення сокола. Ця символіка зберігається й донині.
Спочатку авіакомпанія МАУ створювалася як державний перевізник із невеликою часткою іноземних інвестицій ― близько 7 %, переважна частка яких належала ірландській лізинговій компанії Guinness Peat Aviation. У 1996 році частка держави знизилася до 61,6 % в зв'язку з продажем частини акцій авіакомпаніям Austrian Airlines і SwissAir.
У квітні 1999 року МАУ отримала новий літак Boeing 737—300, виготовлений на замовлення авіакомпанії. Літаку було присвоєно реєстраційний номер UR-GAH і власне ім'я «Мауглі», яке обирали на загальноукраїнському конкурсі. Автором ідеї виявився Євген Родіонов, 13-річний школяр із Чернігова. Стилізоване зображення Мауглі розмістили на фюзеляжі під кабіною пілотів.

#### 2000-ні
Поява нового літака ознаменувала собою розвиток авіакомпанії і вихід української авіації з кризи 1990-х. МАУ стала першою на пост-радянському просторі авіакомпанією, що отримала Boeing 737—300 із заводу. У червні 2001 року літак Boeing 737—300 «Мауглі» перевіз Папу Римського Івана Павла II з Києва у Львів під час його офіційного візиту в Україну, а потім зі Львова до Італії. У флоті МАУ «Мауглі» літав до жовтня 2017 року.
Після припинення польотів «Air Ukraine» у 2002 році «Міжнародні авіалінії України» стали по суті національним авіаперевізником України. З 2004 по 2019 рік авіакомпанію МАУ очолював Юрій Мірошніков. 19 вересня 2019 року на цю посаду було призначено Євгенія Дихне.
9 липня 2008 року авіакомпанія МАУ першою в Україні почала експлуатацію вантажного літака Boeing 737-300SF з реєстраційним номером UR-FAA, який виконав свій перший рейс за маршрутом Київ — Відень — Київ. Вантажний відсік літака, який був оснащений пристроями для комплектування вантажів (Unit Load Device — ULD), відповідав всім стандартам міжнародних вантажних перевезень. Загальна вантажопідйомність літака склала 20 тон.
24 липня 2009 року флот авіакомпанії поповнився першим Boeing 737—800 «Next Generation», який отримав реєстраційний номер UR-PSA. З того часу кількість Boeing 737 NG у флоті МАУ постійно зростала і на кінець 2018 року складає 30 авіалайнерів. Натомість Boeing 737 покоління Classic вже повністю виведені з експлуатації.

#### 2010-ті ― до сьогодні

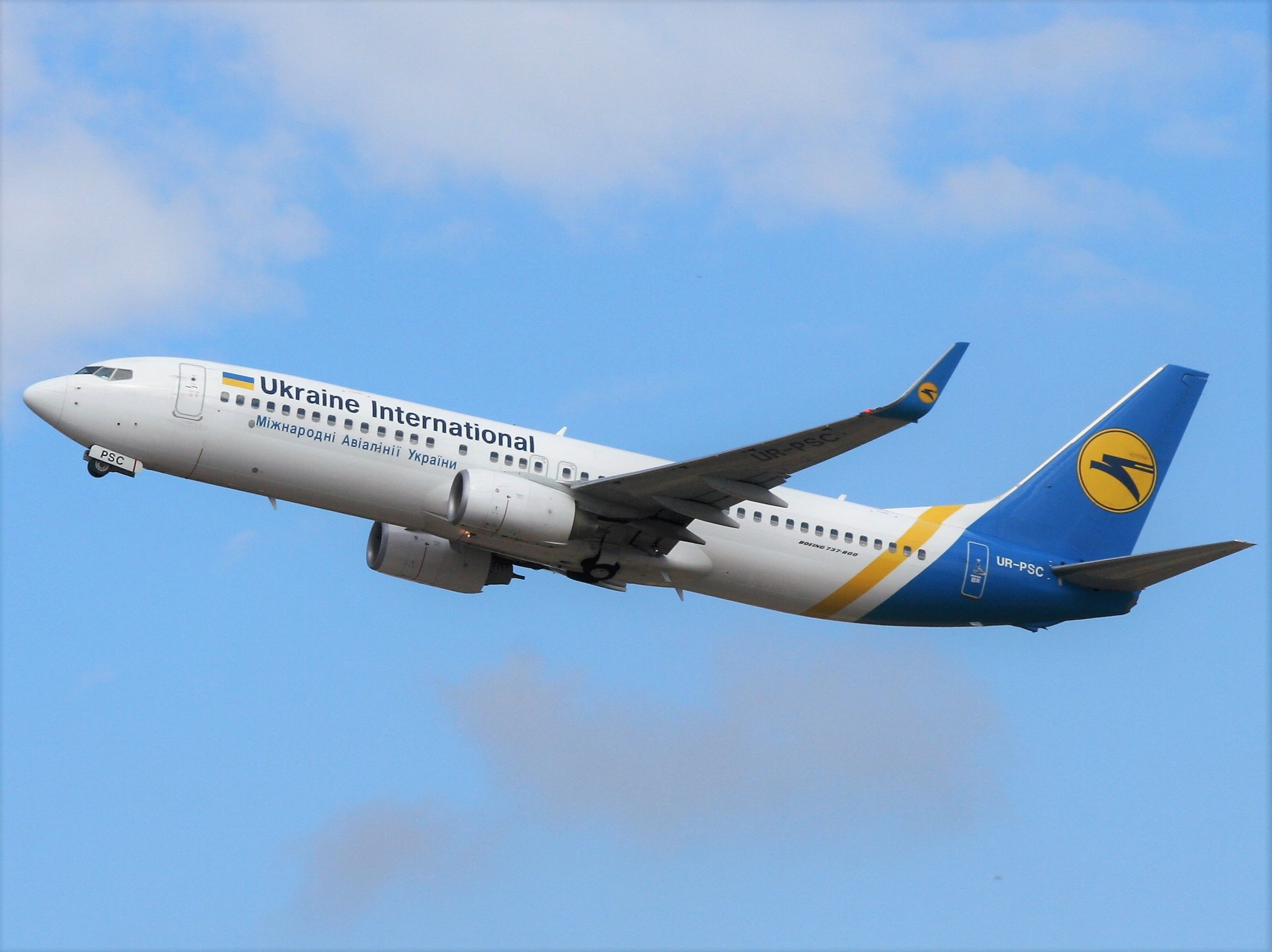
Літак Boeing 737—800 в аеропорту Бен Гуріон (2013)

У квітні 2011 року відбулася повна приватизація авіакомпанії МАУ. Фонд держмайна продав весь пакет акцій, що належав державі. На той момент акціонерами компанії, окрім ФДМУ були: Austrian Airlines (22,52 %), ЄБРР (9,93 %) і українська Capital Investment Project, яка у 2008 році викупила частку 5,97 % у ірландської AerCap Ireland Limited (колишня Guinness Peat Aviation). Новими власниками МАУ стали компанії «Capital Investment Project» та кіпрська «Онтобет промоушнз лімітед», яку пов'язують із бізнесменом Ігорем Коломойським. Після приватизації Головою Наглядової ради МАУ стає Арон Майберг.
У 2012 році МАУ на своїх маршрутах розпочала використання трьох літаків Антонов Ан-148 українського виробництва, з реєстраційними номерами UR-NTA, UR-NTC та UR-NTD. У кінці 2013 року авіаперевізник зняв авіалайнери з своїх ліній через економічну недоцільність. Уряд передав три Ан-148 ДП «Антонов» державному авіапідприємству «Україна», яке перевозить президента країни і чиновників. Замість літаків Антонова, авіакомпанія МАУ з 2013 року на близькомагістральних маршрутах використовує п'ять нових авіалайнерів Embraer ERJ-190.
Позиція МАУ на українському ринку авіаперевезень сильно змінилася після 2012 року. Головна зміна була пов'язана з банкрутством конкурента — АК Аеросвіт. Якщо в 2010—2011 роках частка МАУ становила близько 28 %, то в 2013 році, після банкрутства «Аеросвіту», вона зросла до 54 %. У наступні роки частка авіакомпанії продовжувала рости на тлі відходу інших авіакомпаній з України. У 2014 році частка МАУ досягла 56,9 %, в 2015 році — 76 %, в 2016 році — близько 73 %.
Свій перший далекомагістральний рейс авіакомпанія МАУ виконала 9 грудня 2013 року за маршрутом Київ — Бангкок на широкофюзеляжному авіалайнері Boeing 767-300ER. Другим, запущеним 25 квітня 2014 року, став напрямок із Києва до Нью-Йорка. Таким чином, було відновлено пряме повітряне сполучення між Україною та США, призупинене після банкрутства «Аеросвіту». Третім далекомагістральним напрямком, у 2015 році, стало відкриття авіаційного сполучення з Пекіном.
Подальший розвиток далекомагістральних маршрутів пов'язаний з отриманням на початку 2018 року першого в Україні авіалайнера Boeing 777-200ER, що отримав реєстраційний номер UR-GOA. Усього у 2018 році флот МАУ поповнився трьома літаками такого типу із сучасним салоном у 3-класному компонуванні. Це значно покращило якість польотів на довгих рейсах, особливо для пасажирів бізнес-класу. Четвертий замовлений 777 не пройшов процедуру перевірки, АК від нього відмовилась[джерело?].
16 листопада 2018 року авіакомпанія перевезла 50-мільйонного пасажира. Ним став юний Міхаель Осипчук, який вирушив із Києва до Парижа рейсом PS127.
У лютому 2019 року на заклик користувачки Твіттер використовувати коректну транслітерацію в найменуванні Києва (Kyiv замість зросійщеного Kiev), компанія відмовилась це зробити, пояснивши, що використовують Kiev, оскільки саме такою є офіційна транслітерація Міжнародної асоціації повітряного транспорту (IATA).
Навесні 2020 року, під час епідемії коронавірусу, компанія припинила діяльність і перейшла до виконання спецрейсів та вантажних перевезень. Для останнього було тимчасово переобладнено літак Boeing 767—300 на вантажний. Улітку рейси почали поступово відновлювати.
Також у липні 2020 року авіакомпанії остаточно відмовилась від лізингу трьох нових літаків Boeing 737 MAX 8, які вона замовила у компанії Boeing у 2019. Вони мали статти новою моделлю у флоті UIA.

### Після 24 лютого 2022 року
МАУ після початку повномасштабного вторгнення Росії в Україну виконувала рейси в небі Європи, але у жовтні 2022 року, через внутрішні непорозуміння, повністю припинила польоти.
18 вересня 2022 року Євген Дихне пішов з посади президента компанії через закінчення контракту. Після цього посаду очолив колишній фінансовий директор аеропорту «Бориспіль» Кирило Звонарьов. Однак вже в лютому 2023 року, його замінила віцепрезидентка з фінансів Ганна Борисоннік, яку повʼязували з групою "Приват".
З березня 2023 року компанія почала передачу літаків зі свого флоту до компанії Windrose, яку ЗМІ також повʼязують з Ігорем Коломойським.
Восени 2023 року МАУ почала розпродаж своїх активів маловідомим компаніям за цінами, значно нижчими від ринкових.
У жовтні 2023 року Арон Майберг заявив про вихід зі складу засновників і наглядової ради МАУ.
У травні 2024 року, згідно змін, що було внесено до Державного реєстру цивільних повітряних суден України, три літаки компанії МАУ були переоформлено на нового власника — авіакомпанію Windrose Airlines («Роза Вітрів»). Йшлося про два літаки Boeing 737-800 (реєстраційні номери UR-UIA і UR-PSW) і один Embraer 190 (UR-EMC). На момент прийняття рішення, всі три борти перебували на території України, а саме «Боїнги» — в Борисполі, а «Ембраєр» — заблокований в аеропорту міста Одеси.

## Приватизація
Хоча у травні 2010 року голова ФДМУ запевняв, що продаж МАУ не заплановано, у листопаді того ж року було приватизовано державний пакет МАУ в розмірі 61,58 %. На той момент акціонерами компанії, окрім ФДМУ були: Austrian Airlines (22,52 %), ЄБРР (9,93 %) і українська Capital Investment Project (5,97 %, викуплена у МАУ колишня частка ірландської AerCap Ireland Limited).
Після оприлюднення рішення по приватизації МАУ голова ФДМУ Олександр Рябченко заявив, що пакет буде продано принаймні за 250 млн грн. Водночас компанія групи «Приват», «Дніпроавіа», заявляла про готовність придбати пакет за 516,841 млн грн., а Windrose — за 492,9 млн грн. У фонді наполягали на тому, щоб відбувся закритий продаж МАУ, як того вимагає закон у відношенні ЗАТ. Найбільший резонанс серед учасників ринку та потенційних покупців викликало закріплення рішенням акціонерів МАУ (більшість голосів належала державі) про переважне право діючих акціонерів у приватизації. При перетворенні форми власності підприємства з ЗАТ в ПрАТ, на думку багатьох експертів, цього можна було уникнути, реалізувавши відкриті торги та виручивши більше коштів.
Станом на III квартал 2012 року Capital Investment Project вже володіла 74,1627 % простих іменних акцій. Крім того, в структурі власників з'явилась нова компанія в особі кіпрської «Онтобет промоушнз лімітед». Їй належать 15,9108 % простих іменних акцій і 9,9265 % іменних привілейованих акцій.

## Діяльність

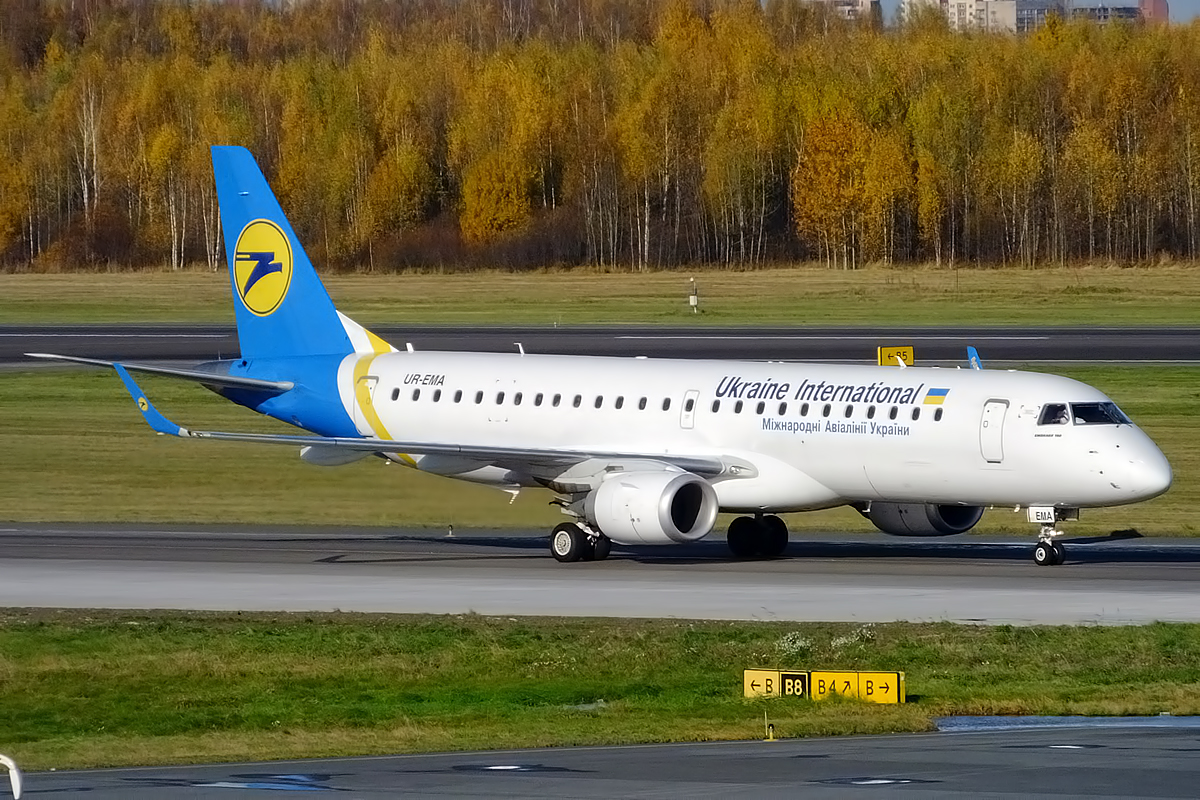
Embraer ERJ-190STD авіакомпанії Міжнародні авіалінії України

### Маршрути і рейси МАУ

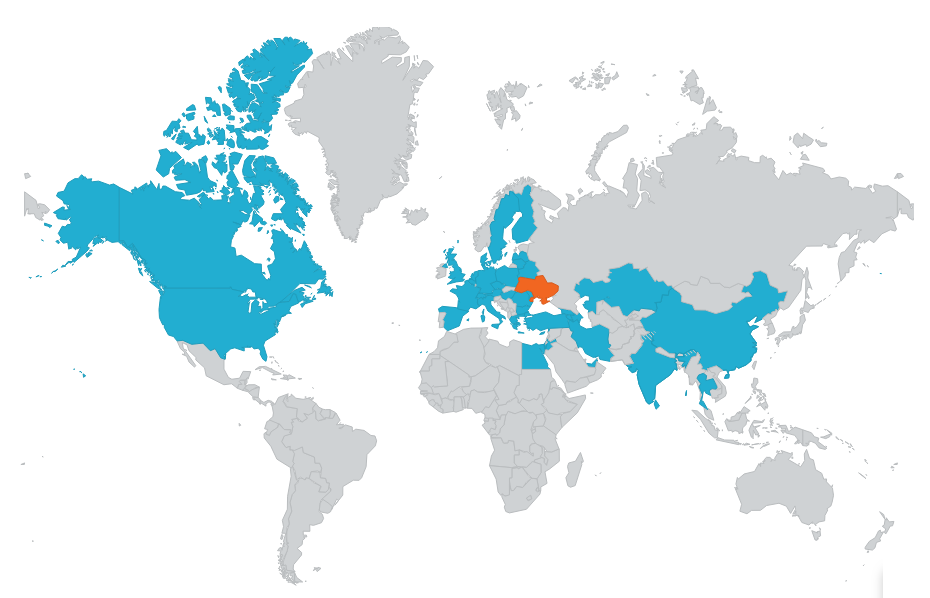
Країни, до яких літають повітряні судна МАУ станом на 2018—2019 рік.

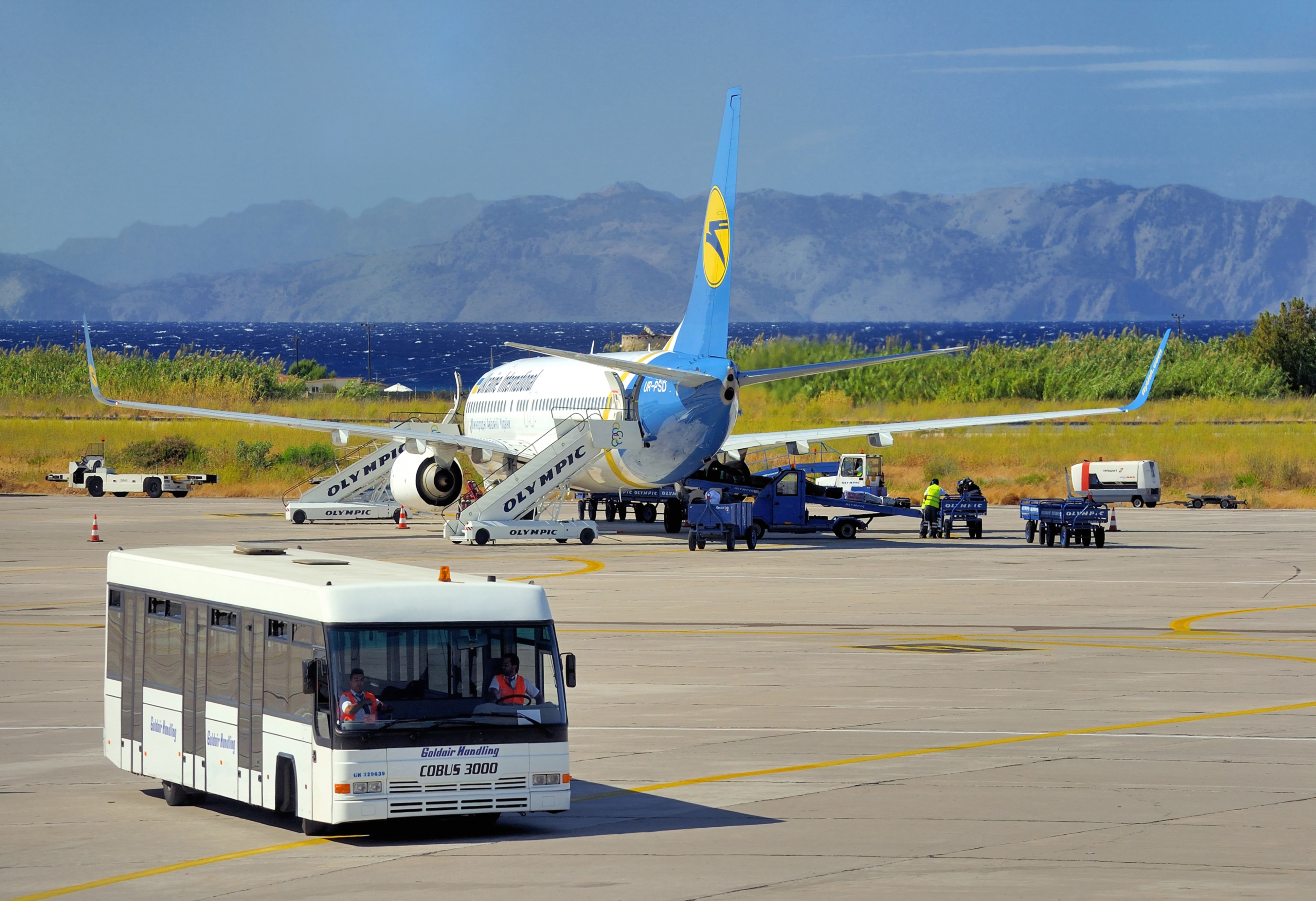
Літак МАУ в аеропорту Діагорас, острів Родос, Греція

Виконує понад 1100 міжнародних і внутрішніх рейсів на тиждень, що сполучають міста України (Київ, Львів, Дніпро, Запоріжжя, Вінниця, Одеса, Харків, Херсон, Івано-Франківськ, Чернівці) та понад 40 столиць і ключових міст Західної Європи, Азії, Африки й Америки, а також забезпечує стикування з маршрутами своїх міжнародних партнерів до більш як 3000 міст світу.
У 2013 році МАУ запровадила нові маршрути з України до таких міст: Варшава (Польща), Вільнюс (Литва), Баку (Азербайджан), Єреван (Вірменія), Прага (Чехія), Ларнака (Кіпр), Мюнхен (Німеччина), Афіни (Греція), Санкт-Петербург, Москва — аеропорт «Шереметьєво» (на додаток до рейсів у «Домодєдово»), Батумі (Грузія), Бішкек (Киргизстан).
З 25 жовтня 2015 року пряме авіасполучення між Україною та РФ було припинене, тому МАУ скасували свої рейси до Москви та Санкт-Петербурга. Натомість була збільшена частота рейсів між Одесою та Тель-Авівом і між Києвом і Мінськом, а також відкрито рейс між столицею України й Актау (Казахстан). Також відкрили новий рейс із Києва до Івано-Франківська.
З липня 2016 року почали виконуватися рейси між Вінницею та Тель-Авівом.
«МАУ» володіє сертифікатом JAR-145, який дає право на повний цикл технічного обслуговування техніки фірми Боїнг, включаючи виконання складних форм техобслуговування «C-Check» і «D-Check».
| Рік  | Міста                                                                              |
| ---- | ---------------------------------------------------------------------------------- |
| 2018 | Вінниця, Копенгаген, Каїр, Делі, Торонто, Санья                                    |
| 2019 | Миколаїв, Гамбург, Лісабон, Неаполь, Осло, Гомель, Ашхабад, Ташкент, Ізмір, Шанхай |
| 2020 | Ужгород, Дублін, Манчестер, Болонья, Гданськ, Бішкек, Кувейт, Маямі, Гуанчжоу      |
| 2021 | Загреб, Варна, Таллінн, Сеул                                                       |
| 2022 | Белград, Братислава, Бейрут, Шираз, Аддис-Абеба, Чикаго                            |

### Програма «Панорама Клуб»
Учасники програми для постійних пасажирів МАУ «Панорама Клуб» мають змогу накопичувати милі за перельоти, проживання у готелях, оренду авто, шопінг, телекомунікаційні, банківські та інші послуги і обмінювати милі на знижки, підвищення класу обслуговування, квитки-винагороди та користуватися багатьма іншими привілеями і перевагами статусів Classic  і Premium .

### Код-шерингові партнери
- Sky Team: KLM, Air France, Alitalia.
- Star Alliance: Austrian Airlines, Swiss, TAP Air Portugal, Adria Airways, Brussels Airlines.
- One World: Iberia, Finnair, S7.

## Флот

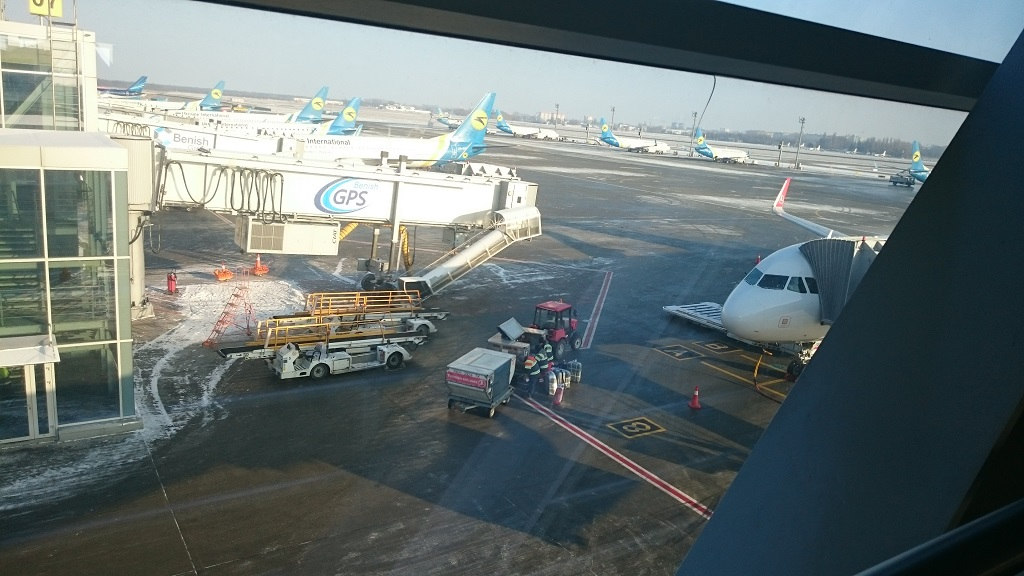
Літаки МАУ біля терміналу «D» Міжнародного аеропорту «Бориспіль»

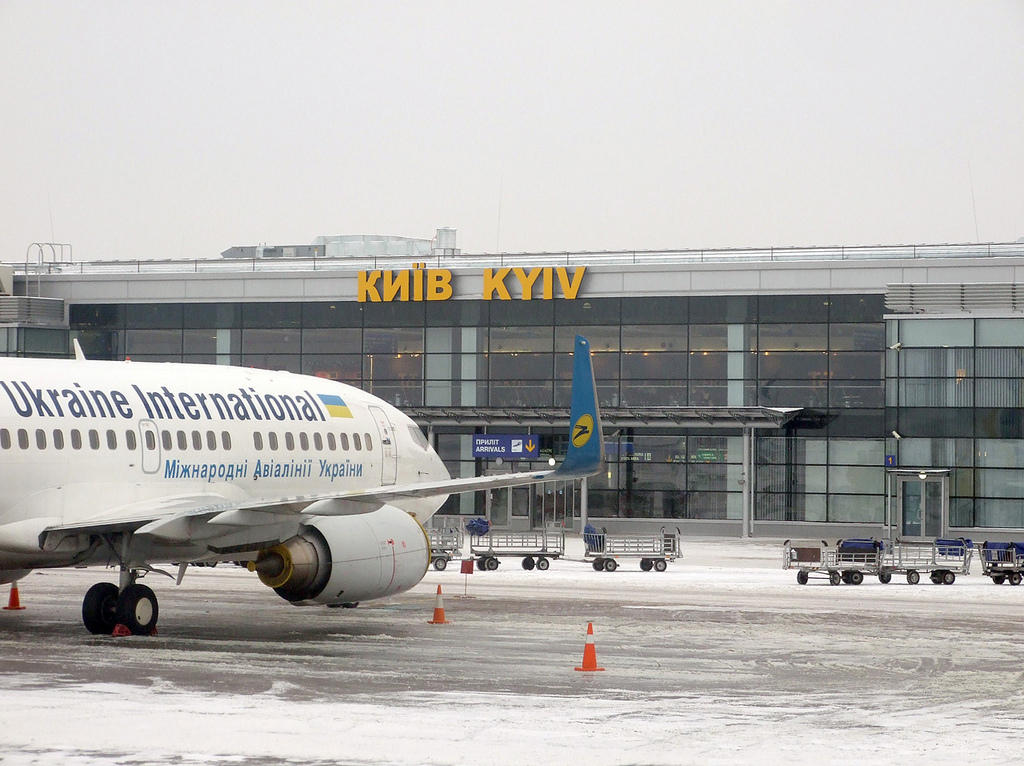
Boeing 737 в аеропорту Бориспіль

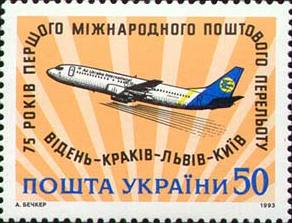
Марка України на честь першого поштового перельоту (літак у старій лівреї компанії, 2003)

Флот МАУ складається із середньомагістральних та 5 далекомагістральних авіалайнерів.
Також у флоті мали з'явитися нові літаки Boeing 737 MAX 8, але через їхню відсторонення від польотів у 2019, авіакомпанія відмовилась.

## Цікаві факти
- 2001 року МАУ було вибрано офіційним перевізником Папи Івана Павла II під час його візиту до України[21].
- 2008 року МАУ було офіційним перевізником Вселенського патріарха Варфоломія І[21].

## Авіакатастрофи

### Тегеран, 2020
8 січня 2020 року Boeing 737—800 з реєстраційним номером UR-PSR, що виконував рейс PS752 «Тегеран — Київ» був збитий Іранськими військовими після зльоту з міжнародного аеропорту ім. Імама Хомейні. 167 пасажирів та 9 членів екіпажу загинули.

## Банкрутство
31 жовтня 2023 року Укрексімбанк подав позов до Господарського суду міста Києва щодо визнання МАУ банкрутом. На той момент, сумарні фінансові зобов'язання компанії, станом на кінець 2022 року, становили понад 20 млрд грн.
22 листопада 2023 року Господарський суд міста Києва відкрив провадження у справі про банкрутство компанії Міжнародні авіалінії України (МАУ).